# クルトガ

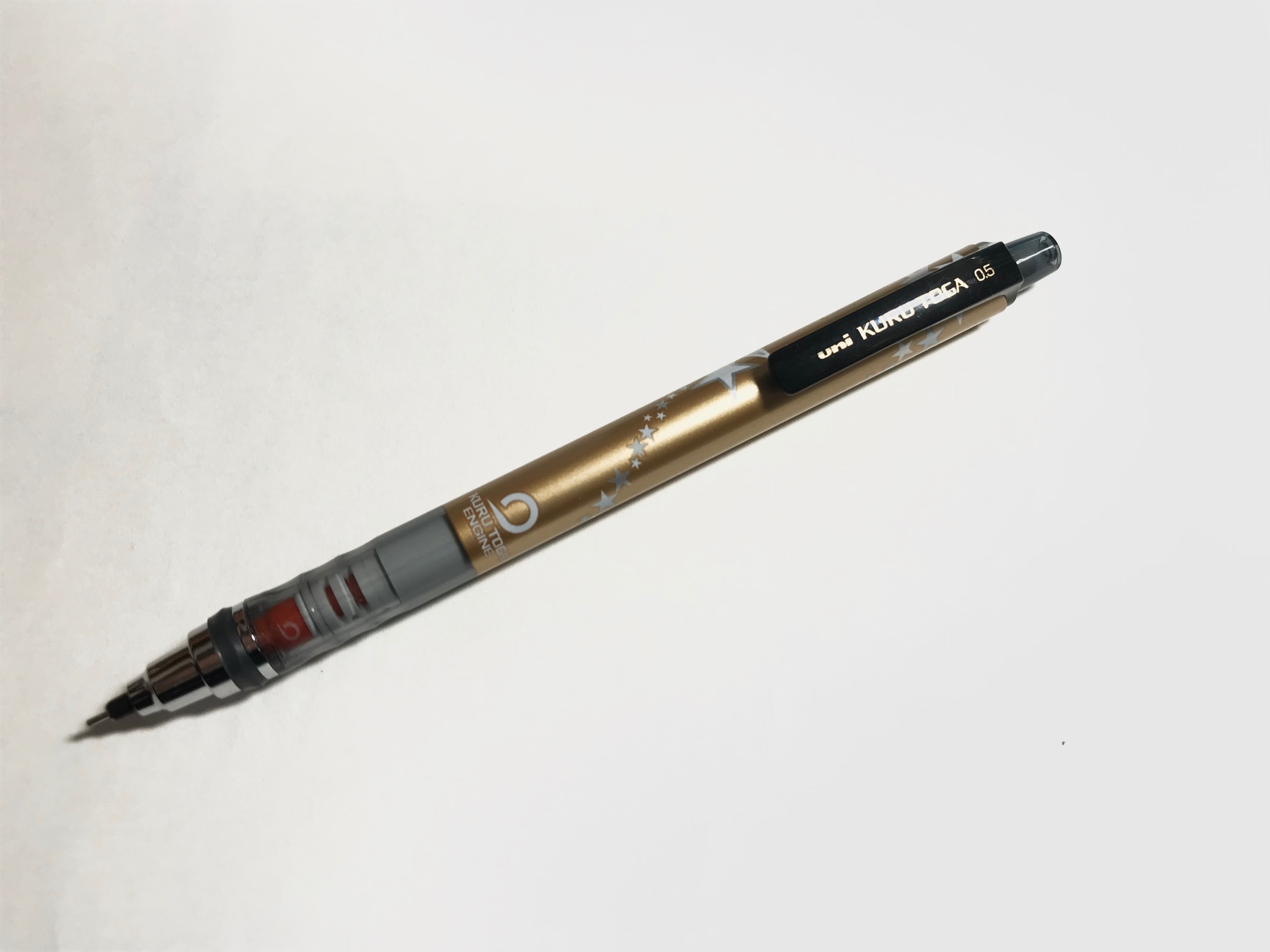
進研ゼミ中学講座受講者限定特典のクルトガ

クルトガは、三菱鉛筆が開発したシャープペンシルの商品名。2008年3月に発売を開始した。

## 概要
- それまでのシャープペンシルの欠点であった「使っているうちに字が太る」「片側に尖っている状態だと芯がいきなり折れてその粉が手や紙を汚す」といった偏減りを解消するために「自動芯回転機構"クルトガエンジン"」を搭載し、常に細い字を書けるようにした。
- 使用者（ターゲット）は、「中学生・高校生」「製図を行う職業の人」。近年では、学生が300円 - 500円台のシャープペンシルを使っている姿が多く見られ、そういった学生を特に重視している。
- 三菱鉛筆が予測していた以上に売れるヒット商品となり、日経MJの「2008年上半期トレンド商品」にランクインした。また、2008年5月14日放送のテレビ東京『ワールドビジネスサテライト』のトレンド商品を紹介するコーナー「トレンドたまご（通称：トレたま）」、2008年9月21日放送のTBS『がっちりマンデー!!』でも紹介された。[1]
- クルトガという名前は、芯がクルっと回転し、常にトガっていることから名づけられた[2]。
- 筆圧による芯の上下運動により回転する構造上、筆圧が弱すぎたり、一筆書きなどでは回転せず「クルトガ」としては機能しないが、通常のシャープペンとしての筆記は問題なく行える。
- 2012年から2023年までは、クルトガに適した0.5 mmのシャープ替芯「クルトガ替芯」（HB、B）が生産・販売されていた。通常の替芯とは逆に、芯内側が硬く外側がやわらかい構造となっている。クルトガ以外のシャープペンシルでも尖らせる機能は得られないが使用は可能。
- ハイグレードモデルはより低重心（ペン上部よりもペン先の方が少し重い）となっている。
- クルトガと全く同一の芯回転機構（クルトガエンジン）を搭載するOEM商品も他社より複数展開されているが、これらは回転部のクルトガマークが省略、あるいは単純な丸記号に差し替えられている。例としては良品計画（無印良品）より販売された「芯がまわって文字が太りにくいシャープペン0.5mm」や、ナカバヤシより販売された2020年東京オリンピック・パラリンピック公式ライセンス品[3]などが挙げられる。

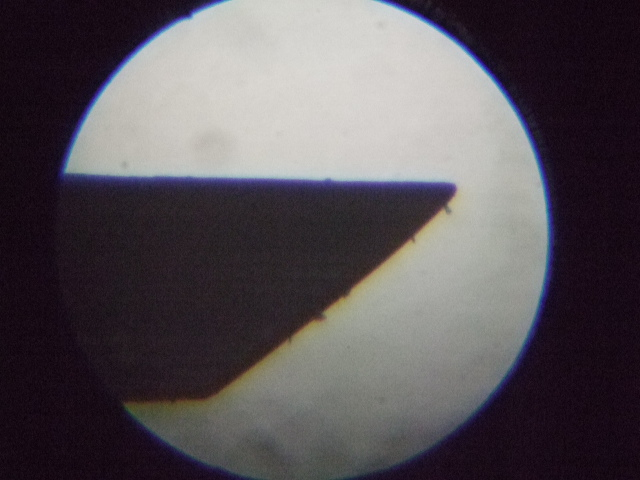
一般的なシャープペンシルの片減りした芯先
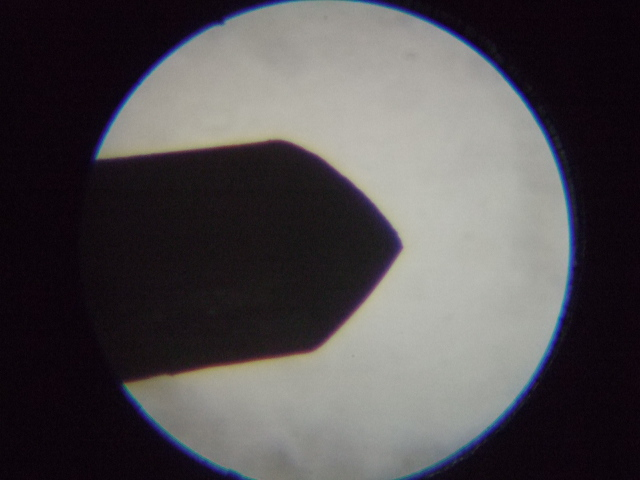
クルトガの均等に摩耗した芯先

## ラインナップ
- クルトガ0.5mm（2008年3月21日発売開始）
  - 軸色:シルバー、ブラック、ブルー、ピンク、グリーン、オレンジ、レッド
  - 芯径:0.5mm
  - 価格:定価495円（税込み・本体定価450円）
  - 品番:M5-450 1P
- クルトガ0.3mm（2008年3月21日発売開始）
  - 軸色:シルバー、ブラック、ブルー・ピンク
  - 芯径:0.3mm
  - 価格:定価495円（税込み・本体定価450円）
  - 品番:M3-450 1P
- クルトガ・ハイグレードタイプ0.5mm（2009年3月20日発売開始）
  - 軸色：ブルー、ブラック、ホワイト
  - 芯径：0.5mm

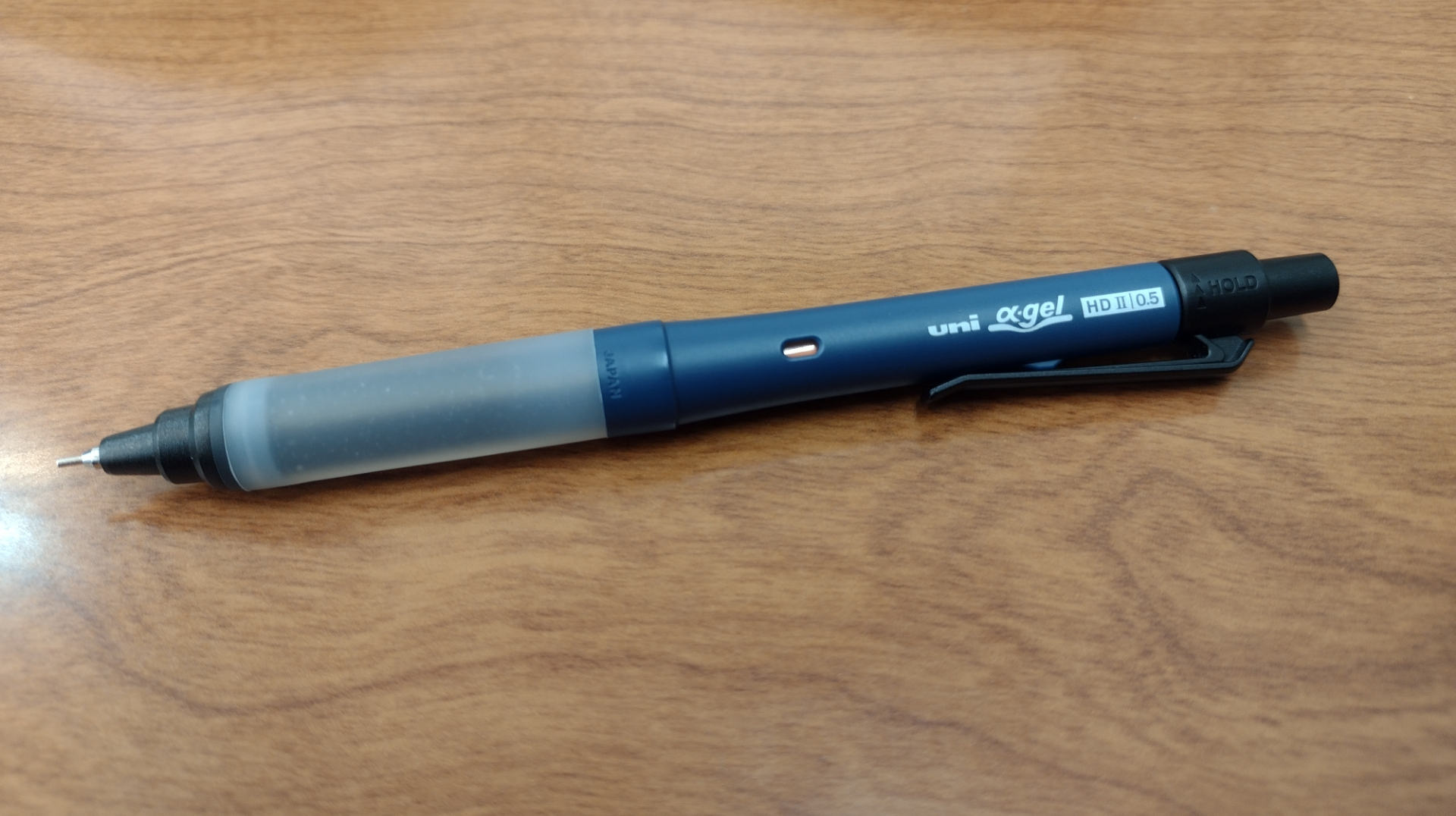
ユニ アルファゲル スイッチ

  - 価格：定価1100円（税込み・本体定価1000円）
  - 品番：M3-1012-1P
- クルトガ・ハイグレードタイプ0.3mm（2009年3月20日発売開始）
  - 軸色：ブルー
  - 芯径：0.3mm
  - 価格：定価1100円（税込み・本体定価1000円）
  - 品番：M3-1012-1P
- 『ユニ アルファゲル』クルトガエンジン搭載タイプ（2010年3月17日発売開始）
  - 軸色：ブラック、ブルー、レッド、ターコイズ、ラベンダー、ノーブルピンク
  - 芯径：0.5mm
  - 価格：定価935円（税込み・本体定価850円）
  - 品番： M5-858GG-1P
- クルトガ・ローレットモデル0.5mm（2010年11月22日発売開始）
  - 軸色：シルバー、ガンメタリック
  - 芯径：0.5mm
  - 価格：定価1,100円（税込み・本体定価1,000円）
  - 品番：M5-1017-1P
- クルトガ・ラバーグリップ付（2012年11月16日発売開始、2025年生産終了）
  - 軸色：ピンク、ブラック、ブルー
  - 芯径：0.5mm
  - 価格：定価715円（税込み・本体定価650円）
  - 品番：M5-656-1P
- クルトガ・パイプスライドモデル（2015年11月16日発売開始）
  - 軸色：ピンク、ブラック、ブルー
  - 芯径：0.5mm
  - 価格：定価495円（税込み・本体定価450円）
  - 品番：M5-452-1P
- アドバンス（2017年3月22日発売開始）
  - 軸色：ネイビー、ブラック、レッド、ライムグリーン、ブルー、ホワイト
  - 芯径：0.5mm,0.3mm,0.7mm
  - 価格：定価550円（税込み・本体定価500円）
  - 品番：M5-559-1P
- アドバンス・アップグレードモデル（2020年1月30日発売開始）
  - 軸色：ガンメタリック、ホワイト、レッド、ネイビー
  - 芯径：0.5mm、0.3mm(色はブラック、ホワイトのみ)
  - 価格：定価1100円（税込み・本体定価1000円）
  - 品番：M5-1030-1P
- ユニ アルファゲル スイッチ（2021年2月10日発売開始）
  - 軸色：ネイビー、ブラック、オリーブ（数量限定）、オレンジ（数量限定）、イエロー、オリーブ（最後の二つは11月下旬から新色として発売された。）
  - 芯径：0.5mmユニ アルファゲル スイッチ価格：定価1100円（税込み・本体定価1000円）
  - 品番：M5-1009GG-1P
- DIVE第一弾（2022年2月16日発売開始、数量限定）
  - 軸色：グランブルー
  - 芯径：0.5mm
  - 価格：定価5500円（税込み・本体定価5000円）
  - 品番：M5-5000 1P
- DIVE第二弾（2022年11月4日発売開始、数量限定）
  - 軸色：ムーンナイトブルー、カスケードブルー
  - 芯径：0.5mm
  - 価格：定価5500円（税込み・本体定価5000円）
  - 品番：M5-5000 1P
- クルトガ KS（新スタンダードモデル）（2023年2月20日発売開始、継続品）
  - 軸色：ブルー、ブラック、アイスブルー、ライトグレー / ブルー、ネイビー、アイスブルー、ライトグレー
  - 芯径：0.3mm / 0.5mm
  - 価格：定価605円（税込み・本体定価550円）
  - 品番：M3-KS 1P / M5-KS 1P
- DIVE第三弾（2023年3月3日発売開始、継続品）（オーロラパープルのみ2023年11月24日発売）クルトガダイブ (アビスブルー)

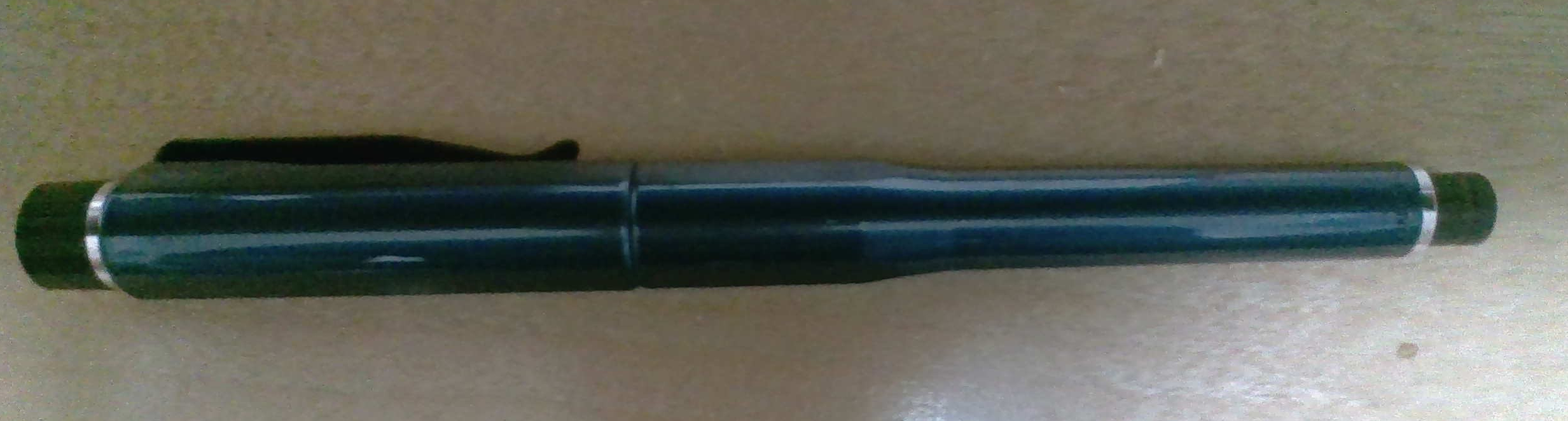
クルトガダイブ (アビスブルー)

  - 軸色：アビスブルー、デンスグリーン、トワイライトオレンジ、オーロラパープル
  - 芯径：0.5mm
  - 価格：定価5500円（税込み・本体定価5000円）
  - 品番：M5-5000 1P
- クルトガメタル（2024年4月22日発売開始、継続品）
  - 軸色：サイレントブルー、ノクターンブラック、ファントムグレー
  - 芯径：0.5mm
  - 価格：定価2,750円（税込み・本体定価2500円）
  - 品番：M5-KH 1P
- クルトガウッド（2025年3月21日発売開始、継続品）
  - 軸色：フォレストグリーン、スチールグレー
  - 芯径：0.5mm
  - 価格：定価3,850円（税込み・本体価格3500円）
  - 品番：M5-KW 1P